# Vuelo 3378 de AVAir
El vuelo 3378 de AVAir fue un vuelo regular del aeropuerto de Raleigh-Durham al aeropuerto internacional de Richmond que se estrelló tras despegar del aeropuerto de Raleigh-Durham por la noche. Las 12 personas que viajaban en el interior murieron en el accidente.

## Secuencia del accidente
La meteorología en el momento del accidente incluía un techo de nubes bajo y visibilidad reducida.
El vuelo 3378 de AVAir despegó del aeropuerto de Raleigh-Durham a las 21:25 hora local y ascendió hasta los 300 pies. Poco después, se pudo escuchar la última transmisión del avión con el control de tráfico aéreo. El avión mantuvo una velocidad de ascenso adecuada pero con una tasa de morro arriba excesivo, de 40 a 45 grados; cuando la tasa de cabeceo suele ser de 22 grados. Debido a la actitud de morro, el avión comenzó a descender. El avión impactó entonces en el agua en un embalse a unos 100 pies de la orilla, en un punto a unos 5.100 pies al oeste de la pista de despegue 23R. Los restos se desplazaron entonces hasta la tierra antes de internarse en un bosque. A continuación se pudieron observar algunos incendios posteriores al impacto, pero fueron rápidamente extinguidos.
El accidente fue calificado por la NTSB como catastrófico por la extrema destrucción del avión.

## Investigación
La NTSB publicó su informe del desastre el 13 de diciembre de 1988. En este se indicaba como causa preliminar del accidente el fallo de la tripulación de vuelo en mantener el patrón de vuelo adecuado por el error de lectura de los instrumentos por parte del copiloto y la respuesta de la tripulación a lo que creyeron que era un fallo del sistema de aviso de entrada en pérdida . Factores contribuyentes fueron la falta de respuesta por parte de la compañía a las dificultades de pilotaje del primer oficial de a bordo y la falta de control de AVAir por la FAA.
En 1993, la Asociación de Pilotos de Aerolíneas (ALPA) presentó una petición contra los resultados de la investigación y solicitó su reconsideración. La NTSB aceptó la propuesta en parte. Las causas del accidente fueron cambiados a: "La causa probable del accidente fue la incapacidad de la tripulación de vuelo para mantener el patrón de vuelo adecuado. Factores que contribuyeron al accidente fueron la insuficiente gestión y supervisión del entrenamiento de la tripulación de vuelo y la inadecuada supervisión de AVAir por parte de la FAA."